# Psychotria tylophora
Psychotria tylophora là một loài thực vật có hoa trong họ Thiến thảo. Loài này được Kurz miêu tả khoa học đầu tiên năm 1875.